# Det dukas i himlarnas rike ett bord
Det dukas i himlarnas rike ett bord är en psalmtext av den norske kyrkomannen Magnus Brostrup Landstad. Texten översattes 1910 till svenska av Johan Alfred Eklund.

## Publicerad som
- Nr 321 i Den svenska psalmboken 1986 under rubriken "Himlen".
- Nr 128 i Finlandssvenska psalmboken 1986 under rubriken "Alla helgons dag".